# 普惠公司
普萊特和惠特尼（Pratt & Whitney），簡稱普惠，总部位于美國康涅狄格州东哈特福德。普惠是世界三大航空发动机製造商之一，也生產燃氣渦輪發動機，是雷神技术公司(现RTX Corporation）的子公司。

## 产品

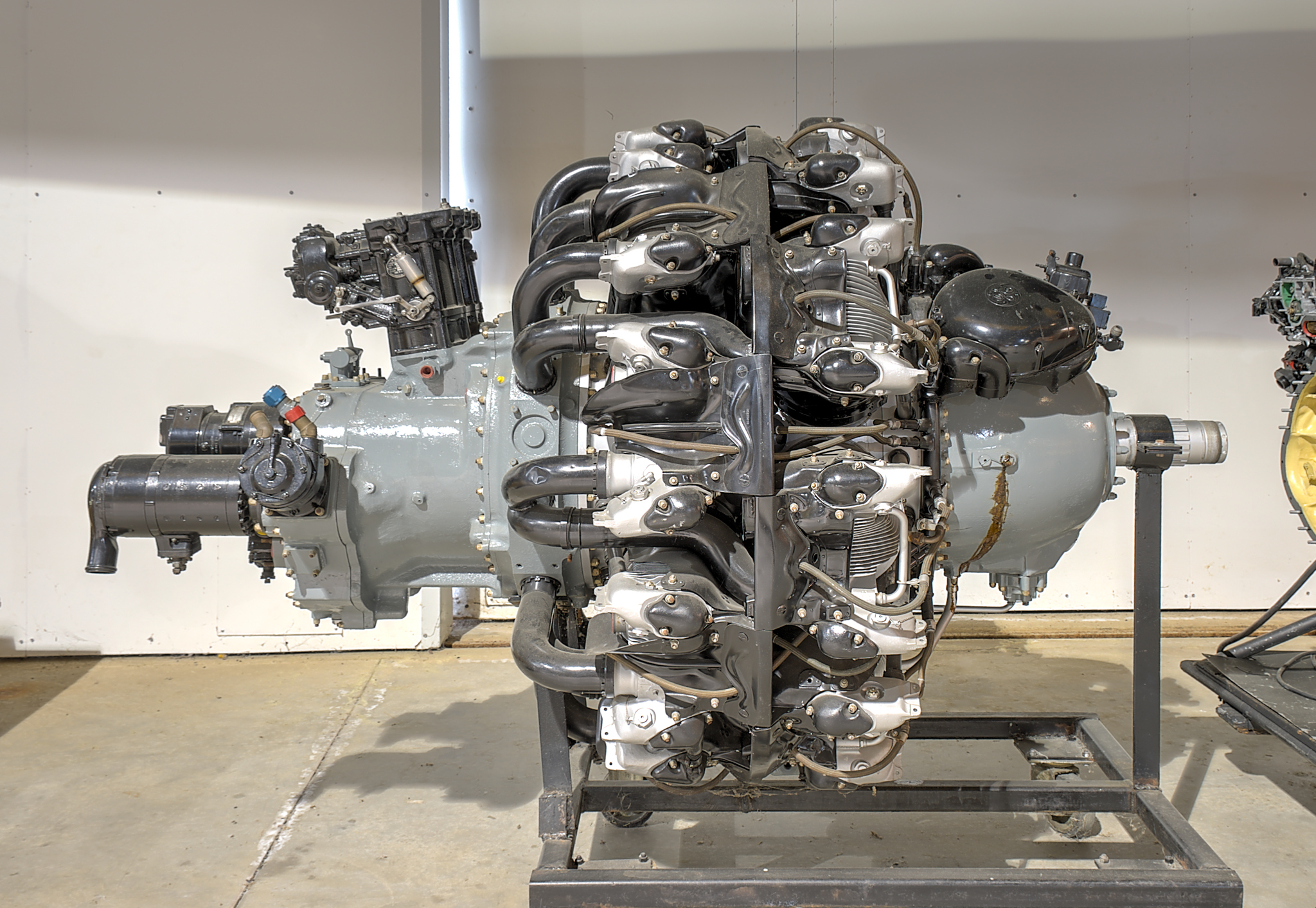
普惠R-2800雙黃蜂引擎

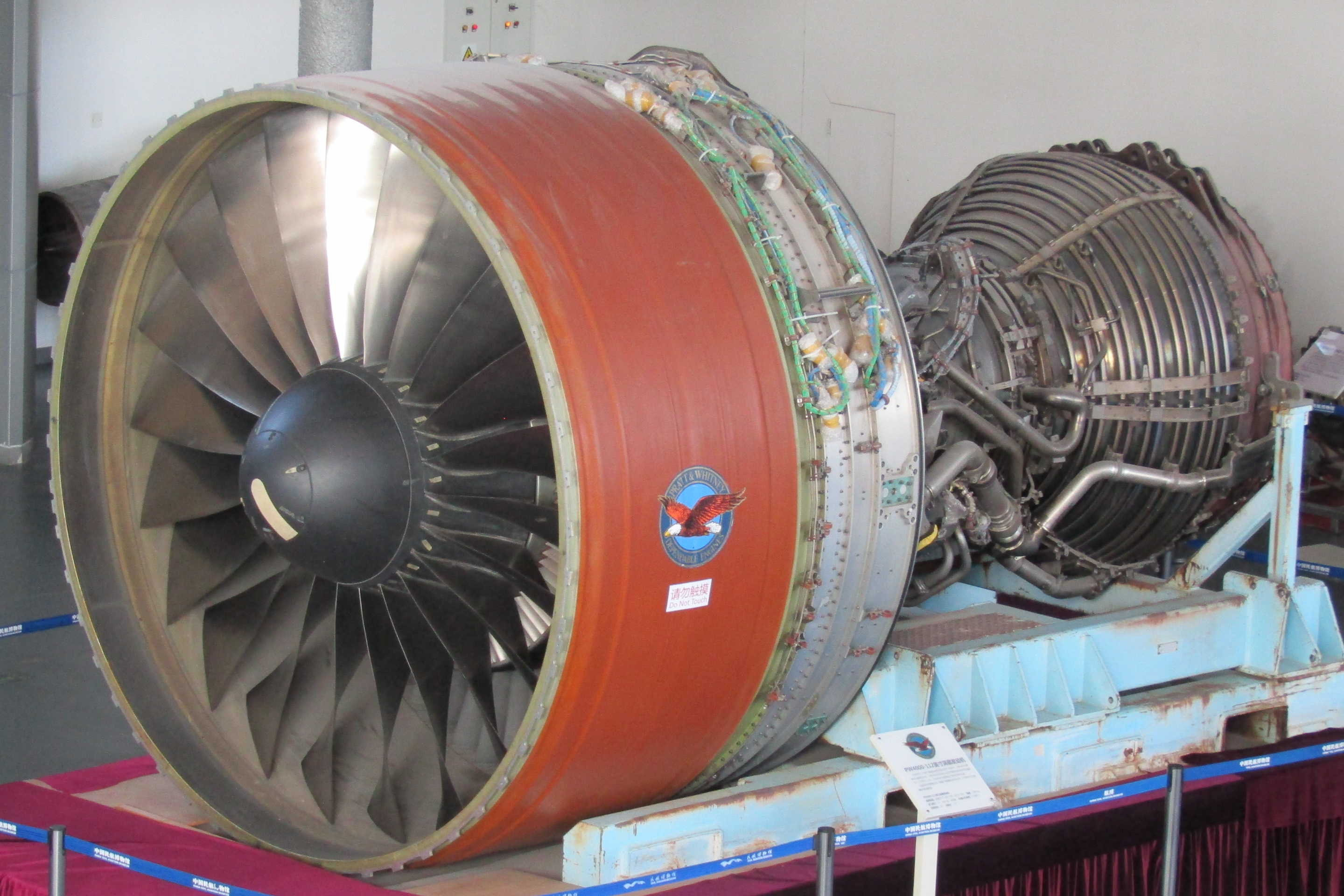
普惠PW4000

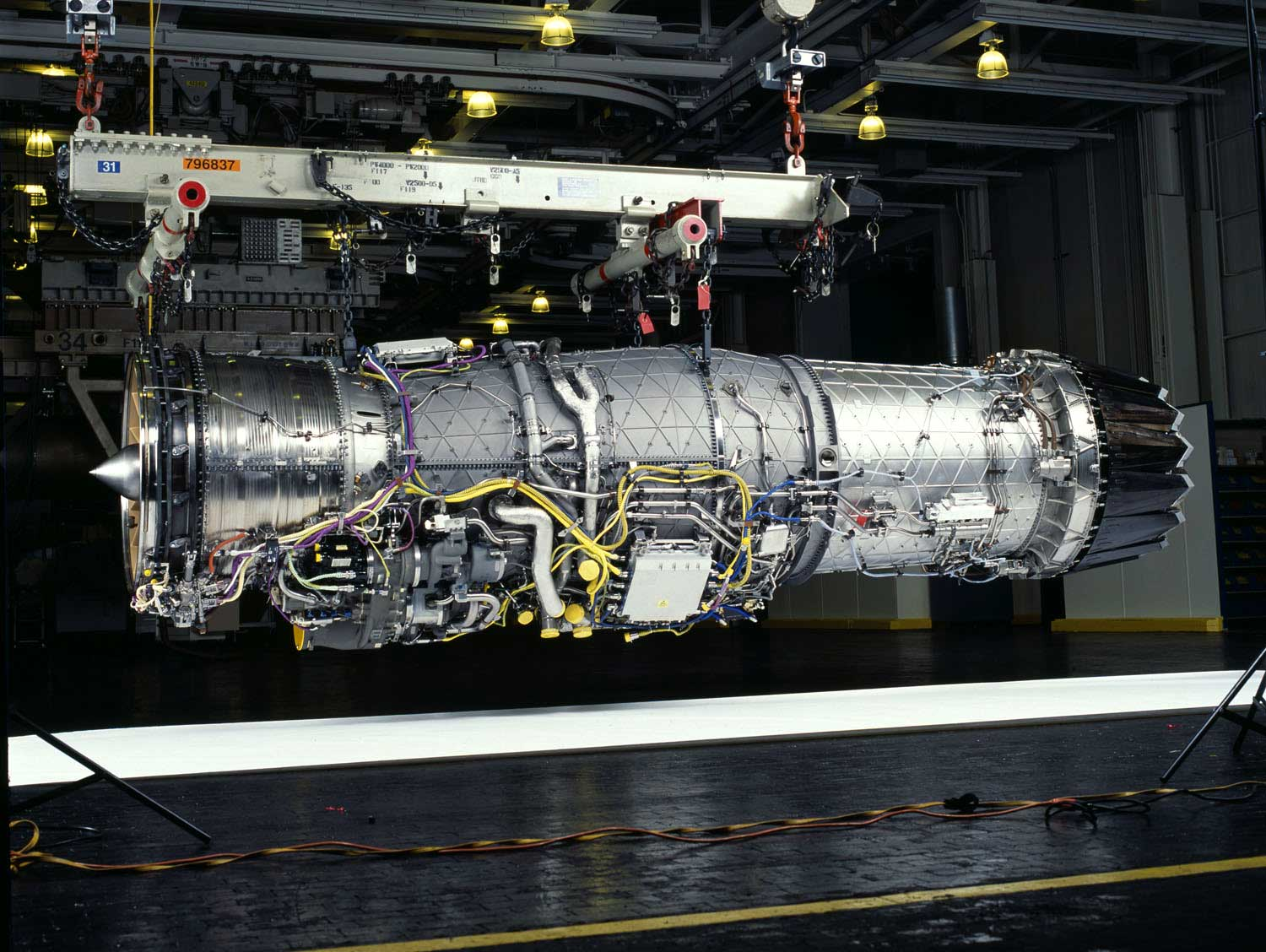
F135渦輪扇發動機

### 活塞发动机
- 普惠R-985（英语：Pratt & Whitney R-985 Wasp Junior）
- 普惠R-1340发动机
- 普惠R-1535发动机
- 普惠R-1690（英语：Pratt & Whitney R-1690 Hornet）
- 普惠R-1830（英语：Pratt & Whitney R-1830 Twin Wasp）
- 普惠R-1860（英语：Pratt & Whitney R-1860 Hornet B）
- 普惠R-2000（英语：Pratt & Whitney R-2000 Twin Wasp）
- 普惠R-2800雙黃蜂引擎
- 普惠R-4360（英语：Pratt & Whitney R-4360 Wasp Major）

### 渦軸发动机
- 普惠T73（英语：Pratt & Whitney T73）

### 渦槳發動機
- 普惠T34（英语：Pratt & Whitney T34）
- 普惠XT57（英语：Pratt & Whitney XT57）

### 涡噴发动机
- 普惠J42（英语：Pratt & Whitney J42）（JT6）
- 普惠J48（英语：Pratt & Whitney J48）（JT7）
- 普惠J52（英语：Pratt & Whitney J52）（JT8A）
- 普惠J57（英语：Pratt & Whitney J57）（JT3C）
- 普惠J58（英语：Pratt & Whitney J58）（JT11D）
- 普惠JT12（英语：Pratt & Whitney JT12）（J60）
- 普惠J75（JT4A）

### 涡扇发动机
- 普惠JT3D（TF33）
- 普惠JT8D（英语：Pratt & Whitney JT8D）
- 普惠JT9D
- 普惠TF30（英语：Pratt & Whitney TF30）（JTF10A）
- F100涡轮扇发动机（JTF22）
- 普惠PW1000G發動機
- 普惠PW1120（英语：Pratt & Whitney PW1120）
- 普惠PW2000（英语：Pratt & Whitney PW2000）
- 普惠PW4000
- 普惠 F119（PW5000）
- F135涡轮扇发动机
- 普惠PW6000（英语：Pratt & Whitney PW6000）
- 發動機聯盟GP7000（英语：Engine Alliance GP7000）
- 國際航空發動機V2500

### 燃汽輪機
- 普惠GC4（英语：Pratt & Whitney GG4）